# Чебач'є
Чеба́ч'є (рос. Чебачье) — присілок у складі Частоозерського округу Курганської області, Росія.
Населення — 47 осіб (2010, 122 у 2002).
Національний склад станом на 2002 рік:
- росіяни — 99 %